# St. Joseph (Romrod)

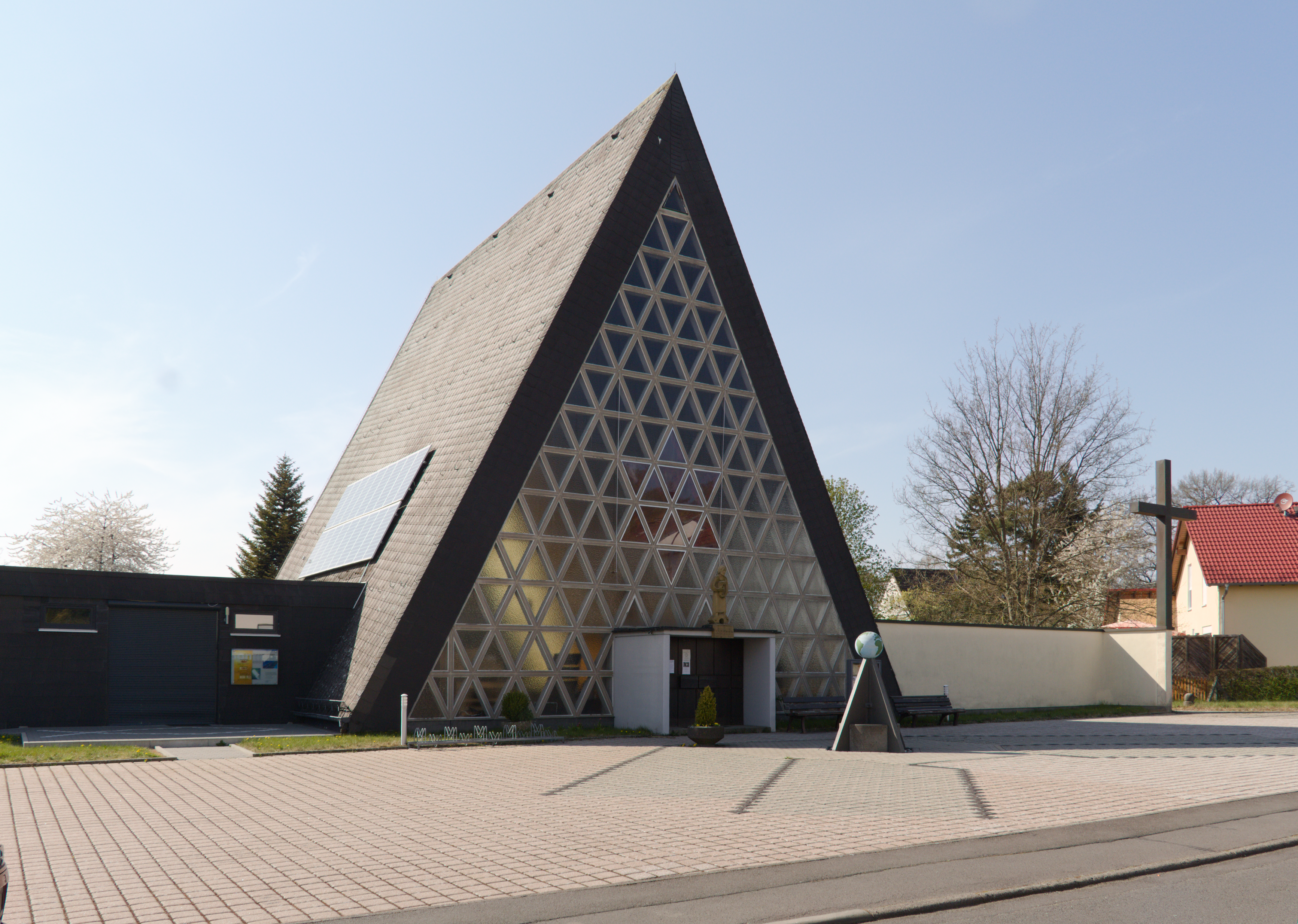
St. Joseph (Romrod)

Die römisch-katholische Filialkirche St. Joseph ist ein denkmalgeschütztes Kirchengebäude, das in Romrod steht, eine Kleinstadt im Vogelsbergkreis (Hessen). Die Kirche gehört zur Pfarrei Heilige Drei Könige am Vogelsberg in der Region Oberhessen des Bistums Mainz.

## Beschreibung
Die Saalkirche im Baustil der Nachkriegsmoderne wurde 1970 nach einem Entwurf von Heinrich Happ gebaut. Sie wurde am 6. September 1970 eingeweiht. Das Kirchenschiff besteht aus einem Satteldach, das am Boden beginnt. Der Giebel zur Straße besteht aus Glas, das durch Dreiecke aus Sichtbeton gegliedert ist. Links neben dem Kirchengebäude schließt sich die kleine Sakristei an. Rechts neben der Kirche erhebt sich ein mehrere Meter hohes Kreuz. Direkt über dem Eingang zur Kirche steht eine von Johannes Kirsch gestaltete Statue des Heiligen Joseph. Rechts hinter dem Eingang befindet sich eine Pietà. Der Altar wird flankiert auf der rechten Seite vom Tabernakel. Links vom Altar befindet sich die von Alfred Langer aus Holz geschnitzte Statue des Heiligen Joseph mit dem Jesuskind. Hinter dem Altar erhebt sich ein Bild, welches fast die ganze Stirnseite des Kirchenschiffes einnimmt. Oberhalb des Altares befindet sich ein von Alfred Langer geschaffenes überlebensgroßes Kruzifix.